# Зарубинці (Бердичівський район)
Заруби́нці — село в Україні, в Андрушівській міській територіальній громаді Бердичівського району Житомирської області. Населення становить 904 особи (2001).

## Населення

### Мова
Розподіл населення за рідною мовою за даними перепису 2001 року:
| Мова            | Кількість | Відсоток |
| --------------- | --------- | -------- |
| українська      | 884       | 97.79 %  |
| російська       | 15        | 1.66 %   |
| румунська       | 4         | 0.44 %   |
| інші/не вказали | 1         | 0.11 %   |
| Усього          | 904       | 100 %    |

## Історія
Відповідно до польських джерел, село відоме з 1600 року, як власність Ядвіги Фальчевської, на той час дружини князя Кирика Чарторийського.
За свідченнями очевидців, від Голодомору 1932—1933 рр. у селі загинуло 35 людей.
12 червня 2020 року, відповідно до розпорядження Кабінету Міністрів України № 711-р, «Про визначення адміністративних центрів та затвердження територій територіальних громад Житомирської області», територію та населені пункти Зарубинецької сільської ради включено до складу Андрушівської міської територіальної громади Бердичівського району Житомирської області.

## Пам'ятки
В селі є дерев'яна Свято-Покровська церква, побудова у середині ХІХ сторіччя на місці більш ранньої.
В центрі села у 1973 році встановлено памятник загиблим односельчанам.
Братська могила радянських воїнів (поховано 16 чоловік), постамент встановлено у 1953 році.
На території сільської ради за 1,5 км на південний схід від села знаходиться пам'ятник архітектури «Змійовий вал Х-ХІІ ст.»

## Видатні люди
- Опанасюк Дмитро Григорович — український радянський діяч.